# Janusz Wojewoda

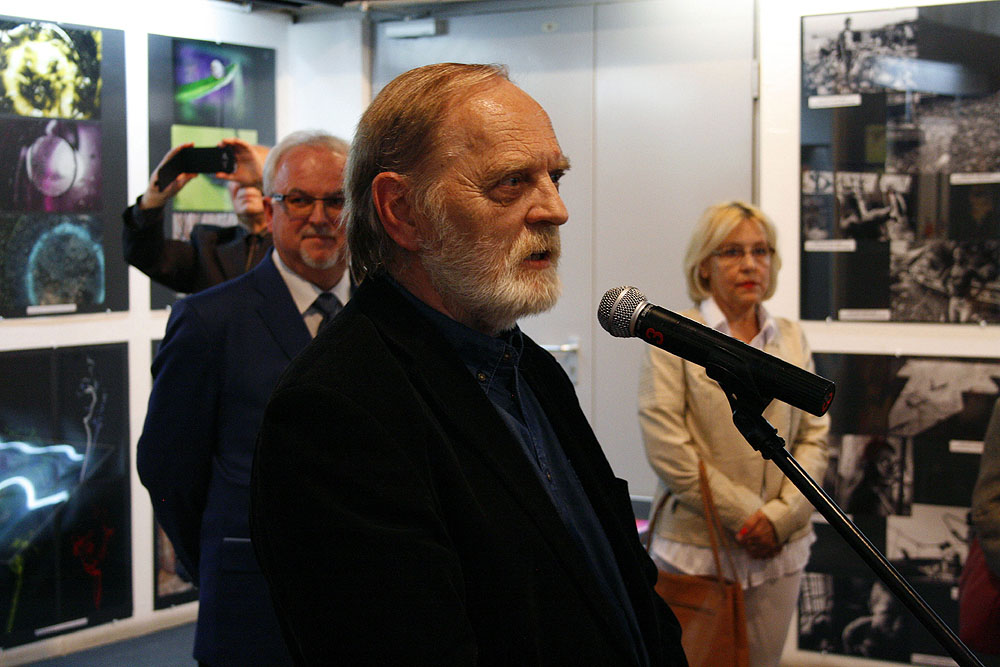
Janusz Wojewoda. Wernisaż „XV Podkarpackich Konfrontacji Fotograficznych” (Rzeszów, 2017)

Janusz Wojewoda (ur. 17 kwietnia 1946 w Krakowie, zm. 26 grudnia 2023) – polski artysta fotograf z tytułami Artiste FIAP oraz Excellence FIAP. Członek rzeczywisty Fotoklubu Rzeczypospolitej Polskiej, członek Photographic Society of America z tytułem Proficiency PSA oraz Dolnośląskiego Stowarzyszenia Artystów Fotografików i Twórców Audiowizualnych (DSAFiTA) z tytułem Artysty Fotografika.

## Życiorys
W latach 1962–1970 był członkiem Krakowskiego Towarzystwa Fotograficznego (przez 2 lata członek zarządu KTF), a w latach 1985–1992 członkiem Rzeszowskiego Towarzystwa Fotograficznego (przez 2 lata wiceprezes RTF, do spraw artystycznych). W latach 1990–2000 współpracował z Teatrem im. Wandy Siemaszkowej w Rzeszowie – tworząc dokumentację fotograficzną z przedstawień teatralnych (zdjęcia w archiwum Teatru, w Galerii Szajna, branżowym ogólnopolskim miesięczniku „Loża”). W 2010 przyjęty w poczet członków rzeczywistych Fotoklubu Rzeczypospolitej Polskiej. W 2010 roku otrzymał tytuł AFIAP (Artiste FIAP), nadany przez Międzynarodową Federację Sztuki Fotograficznej FIAP, a w 2012 tytuł EFIAP (Excellence FIAP). Jego zdjęcia znajdują się w zbiorach m.in. Galerii Polish Millenium Hall w Maitland (Australia), Watykanu (kościoły Podkarpacia w technice gumy chromianowej), Centrum Kultury i Informacji w Brnie, InternationIal Museum de Fotografia w Katalonii.
Był uczestnikiem wielu wystaw w Polsce i na świecie. Został uhonorowany nagrodami, medalami, dyplomami oraz wyróżnieniami m.in. w Międzynarodowych Salonach Fotograficznych, objętych patronatem FIAP. Jego zdjęcia otrzymały akceptacje w ponad 450 wystawach zbiorowych, pokonkursowych, przedaukcyjnych (m.in. Zachęta Narodowa Galeria Sztuki Warszawa, Pałac Sztuki TPSP Kraków, Muzeum Miejskie Wrocławia, BWA Kraków, BWA Rzeszów) w Polsce i za granicą.
Jako przewodniczący i członek jury brał udział w ogólnopolskich oraz międzynarodowych konkursach fotograficznych (wielokrotnie w kolejnych edycjach Podkarpackich Konfrontacji Fotograficznych). Prace Janusza Wojewody zaprezentowano w Almanachu (1995–2017), wydanym przez Fotoklub Rzeczypospolitej Polskiej Stowarzyszenie Twórców, w 2017 roku. W 2019 oraz w 2020 został uhonorowany Nagrodami Specjalnymi za utwory poetyckie związane z regionem Małopolski, w III oraz IV edycji konkursu Małopolska Nagroda Poetycka „Źródło”. 
Został pochowany 4 stycznia 2024 na cmentarzu Wilkowyja w Rzeszowie.

## Wybrane wystawy
- „I love New York” – Salon Rzeszowskiego Towarzystwa Fotograficznego (Rzeszów 1989)
- „Dziecko” – Miejski Dom Kultury (Łańcut 1990)
- „Manhattan” – SERIGRAFIA – Galeria Sztuki Współczesnej DESA (Kraków 1990)
- „Serigraphs by Janusz Wojewoda” – Galeria Toa Chen (Vancouver 1990)
- „Guma” – Galeria MDK (Łańcut 1990)
- „Twarze” – guma – BWA (Rzeszów 1991)
- „Ballada o architekturze” – Galeria SARP (Rzeszów 1992)
- „Fotografia” – guma – Galeria Fotografii (Nyiregyhaza 1992)
- „Photography by Janusz Wojewoda” – Millenium Hall (Maitland 1992)
- „Fotografia - scenografia” – Galeria Fotografii Dworek Białoprądnicki (Kraków 1992)
- „Sytuacje” – Teatr im. Wandy Siemaszkowej (Rzeszów 1992)
- „The encounter” – Millenium Hall (Maitland 1993)
- „The nativity crib of Cracow” – Millenium Hall (Maitland 1993)
- „Dzielić kromkę chleba” – Teatr im. Wandy Siemaszkowej (Rzeszów 1995)
- „Bliźniemu swemu” – Centrum Kultury (Przemyśl 1996)
- „Teatr fotografii” – Teatr im. Wandy Siemaszkowej (Rzeszów 1997)
- „Deballage” – Józef Szajna – Galeria Teatru im. Wandy Siemaszkowej (Rzeszów 2000)
- „Spójrz mi w oczy” – Klub Dziennikarza BWA (Rzeszów 2002)
- „Fotografia – Janusz Wojewoda” – Klub Dziennikarza BWA (Rzeszów 2003)
- „Bliźniemu swemu II” – Salon BWA (Rzeszów 2008)

Źródło

## Odznaczenia
- Medal 150-lecia Fotografii (1989)
- Odznaka „Zasłużony Działacz Kultury” (1999)
- Srebrny Krzyż Zasługi (2000)
- Złoty Medal „Za Fotograficzną Twórczość” (2010)

Źródło